# Steingrabental – Mackenröder Wald
Steingrabental – Mackenröder Wald ist ein ehemaliges Naturschutzgebiet in den niedersächsischen Städten Bad Sachsa und Bad Lauterberg im Harz im Landkreis Göttingen.

## Allgemeines
Das ehemalige Naturschutzgebiet mit dem Kennzeichen NSG BR 116 ist circa 590 Hektar groß. Es war nahezu vollständig Bestandteil des FFH-Gebietes „Gipskarstgebiet bei Bad Sachsa“. Im Südosten schließt es an das ehemalige Naturschutzgebiet „Weißensee und Steinatal“ an, nach Südwesten und Süden grenzt es an das ehemalige Naturschutzgebiet „Sülzensee – Mackenröder Wald“. Im Nordosten grenzt das ehemalige Naturschutzgebiet an das Landschaftsschutzgebiet „Harz“. Das Gebiet stand seit dem 3. August 1999 unter Naturschutz. Im Februar 2021 ging es im neu ausgewiesenen Naturschutzgebiet „Gipskarstgebiet bei Bad Sachsa“ auf. Zuständige untere Naturschutzbehörde war der Landkreis Göttingen.

## Beschreibung
Das ehemalige Naturschutzgebiet liegt am Südrand des Naturparks Harz südwestlich von Bad Sachsa an der Landesgrenze zu Thüringen. Es stellte einen Ausschnitt der Südharzer Gipskarstlandschaft mit zahlreichen typischen Karsterscheinungen wie Bachschwinden, Karstquellen, Trockentälern und Erdfällen unter Schutz. Das ehemalige Naturschutzgebiet verfügt über ein bewegtes Relief, das insbesondere im Süden von Waldflächen sowie landwirtschaftlichen Nutzflächen (Grünland und Acker) sowie Brachflächen im Norden geprägt wird. Die Waldflächen sind überwiegend Laub- und Mischwälder mit eingestreuten Nadelwäldern, wobei Buchenwälder und Eichen-Hainbuchenwälder vorherrschen. Die landwirtschaftlichen Nutzflächen und die Waldflächen werden unter Berücksichtigung des Naturschutzzweckes extensiv bewirtschaftet.
Da der Mackenröder Wald im Süden des ehemaligen Naturschutzgebietes während der Deutschen Teilung direkt an der innerdeutschen Grenze lag und damit kaum gestört wurde, wurde es zu einem Refugium unter anderem für Wildkatze und Schwarzstorch. Die zahlreichen Still- und Fließgewässer im ehemaligen Naturschutzgebiet sind Lebensraum für zahlreiche Fische und Amphibien wie z. B. Groppe, Bachneunauge, Bachforelle, Kammmolch und Geburtshelferkröte. Weiterhin wurden im ehemaligen Naturschutzgebiet Vorkommen von Feuersalamander und Zauneidechse sowie Mops- und Bechsteinfledermaus nachgewiesen. Brutvorkommen von wertgebenden Vögeln sind unter anderem die von Raubwürger, Neuntöter, Braun- und Schwarzkehlchen sowie Rohrweihe.
Im ehemaligen Naturschutzgebiet befinden sich zahlreiche Erdfälle. Erdfallfelder sind der Hellengrund im Nordwesten, der Bereich um das Weingartenloch im Nordosten, einer als Naturdenkmal ausgewiesenen Karsthöhle, um die sich verschiedene Sagen ranken, und ein Bereich im Norden des Mackenröder Waldes im Süden des ehemaligen Naturschutzgebietes. Die Erdfälle sind teilweise ganzjährig, teilweise nur periodisch mit Wasser gefüllt. Sie befinden sich in verschiedenen Verlandungsstadien mit Seggenrieden, Röhrichten und Sumpfgebüschen. Im ehemaligen Naturschutzgebiet verlaufende Bäche, die aufgrund der hydrogeologischen Verhältnisse zum Teil nur periodisch Wasser führen, sind überwiegend naturnah. Die Ischte im Süden des ehemaligen Naturschutzgebietes ist allerdings in weiten Teilen zu naturfernen Fischteichen aufgestaut, welche allerdings nach dem Ablauf der Nutzungsgenehmigung zurückgebaut werden sollen. Die Bachläufe werden teilweise von Erlen-Eschenwäldern begleitet. In den Talauen sind Feucht- und Nasswiesen zu finden.
Ein weiteres Naturdenkmal ist die südöstlich von Osterhagen an der Bundesstraße 243 am Rand des ehemaligen Naturschutzgebietes stehende „Branntweinseiche“. Dabei handelt es sich um eine alte Eiche, die an einem Pass steht und früher als Rastplatz der Fuhrleute diente. An dieser Eiche endete ferner der Nüxeier Vorspann für schwere Fuhrwerke. Ihren Namen hat die Eiche vom Brauch der Vorspänner, nach getaner Arbeit vor der Rückkehr nach Nüxei einen kräftigen Schluck aus der Branntweinflasche zu nehmen. Der Brauch endete mit dem Bau der Eisenbahn.
Im Süden verläuft ein Teilstück der Bundesstraße 243 durch das ehemalige Naturschutzgebiet. Die Bundesstraße wurde in den 2010er-Jahren verlegt und folgt südlich von Nixei nun dem Verlauf der Landesstraße 603 am Rand des ehemaligen Naturschutzgebietes (die Landesstraße wurde entsprechend etwas nach Norden verlegt). Durch die Ortsumgehung von Nüxei, welche westlich des Ortes verläuft, wurde ein Teilbereich am Rand des ehemaligen Naturschutzgebietes überbaut. Durch eine Grünbrücke über die Bundes- und die Landesstraße wurde die Verbindung mit dem ehemaligen Naturschutzgebiet „Weißensee und Steinatal“ hergestellt.
Durch das ehemalige Naturschutzgebiet verläuft südöstlich von Osterhagen die Südharzstrecke sowie die ehemalige Helmetalbahn. Auch der Bereich des ehemaligen Außenlagers Osterhagen der III. SS-Baubrigade, welches sich in einer ehemaligen Tongrube befand und in dem die KZ-Häftlinge für den Bau der Helmetalbahn untergebracht waren, befindet sich innerhalb des ehemaligen Naturschutzgebietes.
Der Karstwanderweg Südharz verläuft teilweise durch das ehemalige Naturschutzgebiet. Streckenweise wird er auf dem ehemaligen Bahndamm der Helmetalbahn geführt.